# Boss Tenor
Boss Tenor est un album de jazz enregistré en 1960 à Englewood Cliffs dans le New Jersey aux États-Unis par un quintette emmené par le saxophoniste américain Gene Ammons.
Le site AllMusic attribue 4,5 étoiles à l'album et considère que cette session de 1960 est l'un des meilleurs albums d'Ammons.

## Historique

### Enregistrement et production

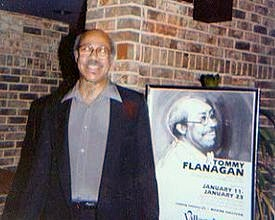
Tommy Flanagan.

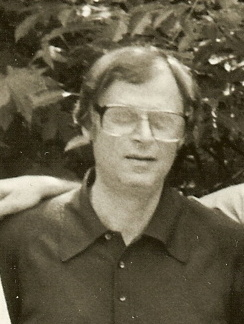
Rudy Van Gelder.

L'album Boss Tenor est enregistré le 16 juin 1960 au « Van Gelder Recording Studio » à Englewood Cliffs dans le New Jersey près de New York aux États-Unis par le saxophoniste Gene Ammons, le pianiste Tommy Flanagan, le contrebassiste Doug Watkins et le batteur Art Taylor, accompagnés de Ray Barretto aux congas,,.
L'album est enregistré dans son studio de Englewood Cliffs par Rudy Van Gelder (1924 - 2016),, un ingénieur du son spécialisé dans le jazz, considéré comme l'un des meilleurs ingénieurs de l'histoire de l'enregistrement, dont on estime qu'il a enregistré et mixé plus de 2 000 albums. Son premier studio, connu durant les années 1950 sous le nom de « Van Gelder Studio, Hackensack, New Jersey », était en fait le living room de la maison des ses parents, située sur Prospect Avenue à Hackensack,. Ce n'est qu'en 1959 qu'il ouvre son vrai studio, connu sous le nom de « Van Gelder Studio, Englewood Cliffs, New Jersey » : l'album Boss Tenor a donc été enregistré, non plus dans le living room des parents de Rudy Van Gelder, mais dans son studio définitif.

### Publication
L'album Boss Tenor sort en disque vinyle LP en 1960 sous la référence PRLP 7180 sur le label Prestige Records.
La notice originale du LP (original liner notes) est de la main de LeRoi Jones (1934 - 2014), écrivain américain de poésie, de théâtre, de fiction, d'essais et de critique musicale.

### Rééditions
L'album est réédité à plusieurs reprises en LP de 1963 à 2016 par les labels Prestige, Esquire, MPS Records, Original Jazz Classics et Analogue Productions,.
À partir de 1987, il est réédité en CD par les labels Prestige, Original Jazz Classics, JVC, Analogue Productions, Fantasy et Universal,.

## Accueil critique
Dans la notice du LP originel, LeRoi Jones commence par souligner à quel point Gene Ammons est l'hybride parfait entre « Coleman Hawkins et Lester Young, les deux pôles les plus éloignés dans le domaine du saxophone ténor ».
Jones décrit ensuite l'album en ces termes « Ce que j'ai dit précédemment à propos de la fantastique appropriation par Ammons de deux styles complètement opposés est particulièrement évident sur ce disque. Le premier morceau, Hitting The Jug, après la belle introspection de Tommy Flanagan, devient pour Gene une série d'admirables sous-entendus, soulignés en bleu, et auxquels le lyrisme funky d'Ammons donne une sorte d'élan désinvolte. Son énorme ton râpeux est chaleureux mais semble, même avec son souffle apparent, être aussi évanescent et délicat que celui des meilleurs disciples de Lester Young. Close Your Eyes, un vieux standard, fait ici l'objet d'une interprétation rapide. Une sorte de marche rapide, favorisée par la ligne de conga désinvolte de Ray Barreto. Ammons semble se déchirer dans chaque phrase avec délice, marchant sur sa corde raide préférée entre un phrasé mélodique simple et une accentuation rythmique rebondissante. La facilité avec laquelle Ammons réussit ce genre de choses fait souvent paraître ses solos très simples, mais il y a des années de travail et d'expérience derrière cette insouciance apparente. My Romance, un autre vieux standard, semble mettre en évidence le nombre d'heures extraordinaire que Sonny Rollins a consacrées à l'écoute d'Ammons. Il y a deux autres anciens standards dans cette session, Canadian Sunset et Savoy, qui reçoivent ici tous deux une nouvelle vie. Ammons rend ensuite justice à la mélodie du morceau Confirmation, joliment secondé par le bassiste Doug Watkins. Le dernier morceau de l'album est une composition originale, Blue Ammons, une conga-blues avec un swing relax qui est à la fois émouvant et apaisant. Le jeu de batterie d'Art Taylor, en particulier lorsqu'il échange avec Ammons, constitue l'un des points forts de ce disque ».
Le site AllMusic attribue 4,5 étoiles à l'album. Son critique musical Mark Keresman est très élogieux : « Le grand saxophoniste ténor Gene Ammons était de la génération des musiciens de l'ère du swing qui s'est facilement adaptée au bop. Bien que moderniste, Ammons a conservé cette approche romantique et aérée du ténor. Boss Tenor, une session de quintette de 1960, est l'un des meilleurs albums d'Ammons. Les congas de Ray Barretto ajoutent subtilement un peu d'épices latines mais, sinon, il s'agit d'une collection de standards rendus avec une magnifique touche de blues de fin de soirée. L'accompagnement par Tommy Flanagan, l'un des meilleurs pianistes de tous les temps, ne fait pas de mal non plus. Un bijou. ».

## Liste des morceaux
Le LP comprend les sept morceaux suivants :
| No | Titre           | Auteur                        | Durée |
| -- | --------------- | ----------------------------- | ----- |
| 1. | Hittin' The Jug | Gene Ammons                   | 8:28  |
| 2. | Close Your Eyes | Tennent, Carter               | 3:40  |
| 3. | My Romance      | Lorenz Hart, Richard Rodgers  | 4:13  |
| 4. | Canadian Sunset | Norman Gimbel, Eddie Heywood  | 5:21  |
| 5. | Blue Ammons     | Gene Ammons                   | 4:53  |
| 6. | Confirmation    | Charlie Parker                | 5:22  |
| 7. | Savoy           | Bill Doggett, Lucky Millinder | 3:31  |

## Musiciens
- Gene Ammons : saxophone ténor, clarinette
- Tommy Flanagan : piano
- Doug Watkins : contrebasse
- Art Taylor : batterie
- Ray Barretto : conga